# اوفک-۶
اوفک-۶ (در عبری: אופק 6 - معنای فارسی: افق-۶) نام ششمین نسل از ماهواره‌های اطلاعاتی نیروهای دفاعی اسرائیل به نام اوفک است که توسط سازمان تحقیقات فضائی اسرائیل در ۲۰۰۴ بدون موفقیت به فضا پرتاب شد.